# Hordalands doedskvad
Hordalands doedskvad är det trädje fullängds studioalbumet av det norska black metal-bandet Taake. Albumet utgavs 2005 av skivbolaget Dark Essence Records.

## Låtförteckning
1. "Hordalands doedskvad I" – 7:43
2. "Hordalands doedskvad II" – 6:02
3. "Hordalands doedskvad III" – 6:16
4. "Hordalands doedskvad IV" – 8:16
5. "Hordalands doedskvad V" – 6:03
6. "Hordalands doedskvad VI" (instrumental) – 7:17
7. "Hordaland doedskvad VII" – 9:00

Text och musik: Hoest

## Medverkande
Musiker (Taake-medlemmar)
- Doedsjarl Hoest (Ørjan Stedjeberg) – sång, gitarr
- Radek Nemec – basgitarr, gitarr
- C. Corax (Jan Martin Antonsen) – gitarr
- Mord (Tormod Haraldson) – trummor

Bidragande musiker
- Nattefrost (Roger Rasmussen) – sång (spår 1)
- J. Nordavind (Johnny Krøvel) – sång (spår 1)
- Discomforter (Børge Boge) – sång (spår 2)
- Stoever – viskning (spår 2)
- John Boyle – stridsrop (spår 2)
- Taipan (Christer Jensen) – sång (spår 3, 7)
- Steigen – falsettsång (spår 7)
- Utflod – piano

Produktion
- Pytten (Eirik Hundvin) – producent, ljudtekniker
- Steigen – producent, ljudtekniker
- Vrangsinn (Daniel Vrangsinn Salte) – ljudtekniker (spår 1)